# 丝叶芹属
丝叶芹属（学名：Scaligeria）是伞形科下的一个属，为多年生草本植物。该属共有约22种，分布于欧洲地中海地区、小亚细亚至中亚。